# Genévrier de Syrie
Juniperus drupacea
Espèce
Statut de conservation UICN

 LC  : Préoccupation mineure
Le Genévrier de Syrie (Juniperus drupacea) est une espèce d'arbres appartenant au genre Juniperus et à la famille des Cupressaceae. Il est originaire de Grèce et du Proche-Orient.

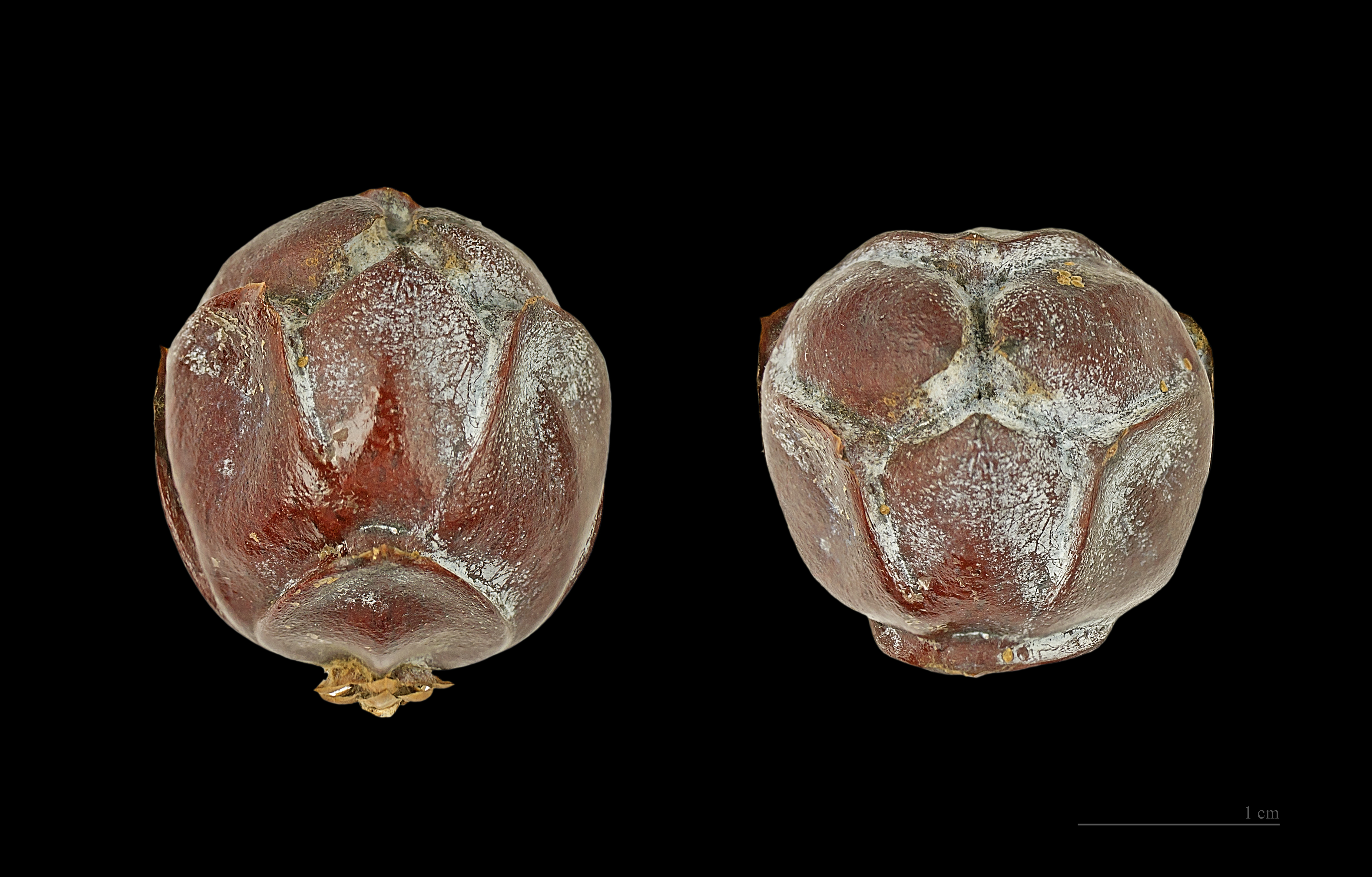
Cône de Genévrier de Syrie, Muséum de Toulouse.